# Leon Rzewuski (1808–1869)
Leons (Leon) Rzewuski herbu Krzywda (ur. 13 kwietnia 1808 w Wiedniu, zm. 21 października 1869 w Krakowie) – hrabia, polski ekonomista i publicysta. Ziemianin, właściciel dóbr Podhorce w Galicji, kapitan artylerii wojska polskiego podczas powstania listopadowego odznaczony krzyżem Virtuti Militari, kawaler maltański (w zakonie od 1863 roku), kawaler Honoru i Dewocji.

## Życiorys
Syn Wacława Seweryna i Aleksandry Franciszki, brat Stanisława, historyka filozofii.
Wychowywał się we Francji i Belgii. W 1824 wstąpił do Szkoły Wojskowej Aplikacyjnej w Warszawie, w 1827 był podporucznikiem. W czasie powstania listopadowego służył w sztabie generała Józefa Chłopickiego. Za bohaterską walkę pod Olszynka Grochowską odznaczony Złotym Krzyżem Virtuti Militari i awansowany na stopień kapitana. Po powstaniu powrócił do rodzinnego majątku w Podhorcach i zajął się publicystyką propagując ideologię chrześcijańskiego socjalizmu (uważał socjalizm za „naukę zastosowania Ewangelii do potrzeb ziemskich”). Wspierał rozwój Ossolineum, od 1848 wydawał we Lwowie gazetę Postęp, a w latach 50. pisał do krakowskiego Czasu. O sytuacji Kościoła na ziemiach polskich informował Stolicę Apostolską.
15 czerwca 1815 otrzymał austriacki tytuł hrabiego, potwierdzony 19 marca 1857, od 10 marca 1858 szambelan cesarski, a od 7 lipca 1863 Kawaler Honorowy Maltański.
14 lipca 1850 ożenił się z Taidą Małachowską, córką Ludwika Małachowskiego. Wobec braku potomków sprzedał rodzinne Podhorce księciu Władysławowi Sanguszce, archiwum rodzinne przekazał do Ossolineum oraz w ręce Adama Potockiego. Został pochowany obok brata Stanisława w krakowskim kościele kapucynów.